# カンザスシティ連邦準備銀行

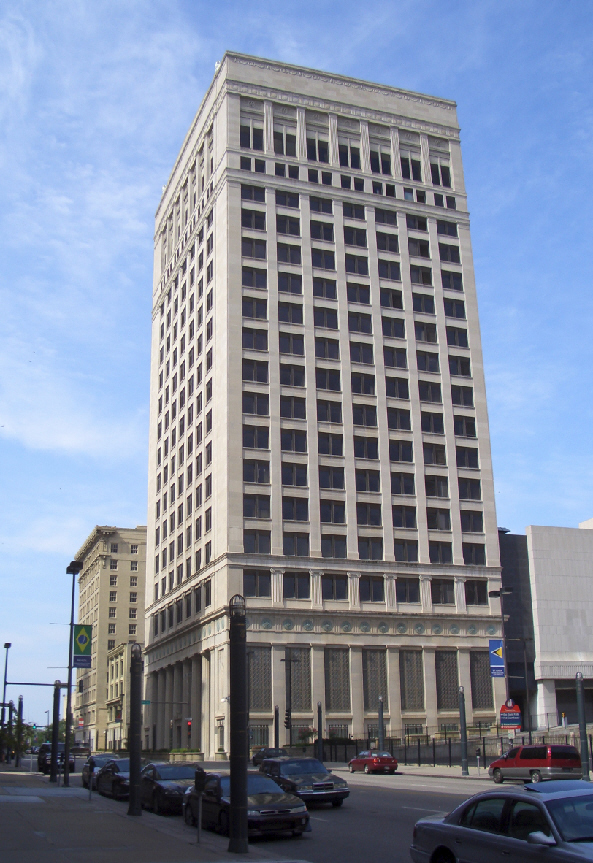
旧本店。1921年落成

カンザスシティ連邦準備銀行（カンザスシティれんぽうじゅんびぎんこう、Federal Reserve Bank of Kansas City）は、アメリカ合衆国の連邦準備銀行のひとつ。ミズーリ州カンザスシティに本店が所在する。

## 概要
連邦準備制度の第10連邦準備区を管理している。管轄している州はコロラド州・カンザス州・ネブラスカ州・オクラホマ州・ワイオミング州・ニューメキシコ州・ミズーリ州の一部である。ミズーリ州カンザスシティの本店以外にデンバー・オクラホマシティ・オマハに支店がある。ここで発行された1ドル紙幣・2ドル紙幣には "J", 他の紙幣には "J10" と印刷されている。

## 経済政策シンポジウム
1978年から年次経済政策シンポジウムを主催し、世界各国の中央銀行関係者らが参加している。1982年以降は開催地をワイオミング州ジャクソンホールに移転し、「ジャクソンホール会議」と通称される。1978年から1981年までは主として農業経済政策をシンポジウムのテーマとしていた。この期間の開催地は1978年ミズーリ州カンザスシティ、1979年コロラド州デンバー、1980年ミズーリ州カンザスシティ、1981年コロラド州ベイルの順。